# Szaturnusz-díj a legjobb vágásnak
A legjobb vágásnak járó Szaturnusz-díjat évente adja át az Academy of Science Fiction, Fantasy & Horror Films szervezet az 1978-as, 5. díjátadó óta.
Először az 5. díjátadón adták át a díjat, majd a következőn is, de utána nem folytatták a kiosztását. Legközelebb 2012-ben, a 38. díjátadón adták át, majd azóta minden évben. Paul Hirsch, illetve Bob Ducsay azok, akik kétszer is elnyerték a díjat.

## Győztesek és jelöltek
Győztes színész
- – Oscar-nyertes mű ugyanebben a kategóriában
- – Oscarra jelölt mű ugyanebben a kategóriában

(MEGJEGYZÉS: Az Év oszlop az adott film bemutatási évére utal, a tényleges díjátadó ceremóniát a következő évben rendezték meg.)

### 1970-es évek
| Év                 | Vágó                                      | Magyar cím                         | Eredeti cím |
| ------------------ | ----------------------------------------- | ---------------------------------- | ----------- |
| 1977 (5. díjátadó) | Paul Hirsch, Marcia Lucas és Richard Chew | Star Wars IV. rész – Egy új remény | Star Wars   |
| 1978 (6. díjátadó) | Joe Dante és Mark Goldblatt               | Piranha                            | Piranha     |

### 2010-es évek
| Év                       | Vágó                                                               | Magyar cím                             | Eredeti cím                                   |
| ------------------------ | ------------------------------------------------------------------ | -------------------------------------- | --------------------------------------------- |
| 2011 (38. díjátadó)      | Paul Hirsch                                                        | Mission: Impossible – Fantom protokoll | Mission: Impossible – Ghost Protocol          |
| 2011 (38. díjátadó)      | Maryann Brandon és Mary Jo Markey                                  | Super 8                                | Super 8                                       |
| 2011 (38. díjátadó)      | Mark Day                                                           | Harry Potter és a Halál ereklyéi 2.    | Harry Potter and the Deathly Hallows – Part 2 |
| 2011 (38. díjátadó)      | Michael Kahn                                                       | Tintin kalandjai                       | The Adventures of Tintin                      |
| 2011 (38. díjátadó)      | Thelma Schoonmaker                                                 | Hugo                                   | Hugo                                          |
| 2011 (38. díjátadó)      | Christian Wagner, Fred Raskin és Kelly Matsumoto                   | Halálos iramban: Ötödik sebesség       | Fast Five                                     |
| 2012 (39. díjátadó)      | Alexander Berner                                                   | Felhőatlasz                            | Cloud Atlas                                   |
| 2012 (39. díjátadó)      | Stuart Baird és Kate Baird                                         | Skyfall                                | Skyfall                                       |
| 2012 (39. díjátadó)      | Bob Ducsay                                                         | Looper – A jövő gyilkosa               | Looper                                        |
| 2012 (39. díjátadó)      | Jeffrey Ford és Lisa Lassek                                        | Bosszúállók                            | The Avengers                                  |
| 2012 (39. díjátadó)      | John Gilroy                                                        | A Bourne-hagyaték                      | The Bourne Legacy                             |
| 2012 (39. díjátadó)      | Tim Squyres                                                        | Pi élete                               | Life of Pi                                    |
| 2013 (40. díjátadó)      | Alfonso Cuarón és Mark Sanger                                      | Gravitáció                             | Gravity                                       |
| 2013 (40. díjátadó)      | Peter Amundson and John Gilroy                                     | Tűzgyűrű                               | Pacific Rim                                   |
| 2013 (40. díjátadó)      | Alan Edward Bell                                                   | Az éhezők viadala: Futótűz             | The Hunger Games: Catching Fire               |
| 2013 (40. díjátadó)      | Mark Day                                                           | Időről időre                           | About Time                                    |
| 2013 (40. díjátadó)      | Daniel P. Hanley és Mike Hill                                      | Hajsza a győzelemért                   | Rush                                          |
| 2013 (40. díjátadó)      | Christian Wagner, Kelly Matsumoto és Dylan Highsmith               | Halálos iramban 6.                     | Fast & Furious 6                              |
| 2014 (41. díjátadó)      | James Herbert és Laura Jennings                                    | A holnap határa                        | Edge of Tomorrow                              |
| 2014 (41. díjátadó)      | Jeffrey Ford és Matthew Schmidt                                    | Amerika Kapitány: A tél katonája       | Captain America: The Winter Soldier           |
| 2014 (41. díjátadó)      | William Goldenberg és Tim Squyres                                  | Rendíthetetlen                         | Unbroken                                      |
| 2014 (41. díjátadó)      | John Ottman                                                        | X-Men: Az eljövendő múlt napjai        | X-Men: Days of Future Past                    |
| 2014 (41. díjátadó)      | Fred Raskin, Hughes Winborne és Craig Wood                         | A galaxis őrzői                        | Guardians of the Galaxy                       |
| 2014 (41. díjátadó)      | Lee Smith                                                          | Csillagok között                       | Interstellar                                  |
| 2015 (42. díjátadó)      | Maryann Brandon és Mary Jo Markey                                  | Star Wars VII. rész – Az ébredő Erő    | Star Wars: The Force Awakens                  |
| 2015 (42. díjátadó)      | Eddie Hamilton és Jon Harris                                       | Kingsman: A titkos szolgálat           | Kingsman: The Secret Service                  |
| 2015 (42. díjátadó)      | Dan Lebental és Colby Parker Jr.                                   | A Hangya                               | Ant-Man                                       |
| 2015 (42. díjátadó)      | Margaret Sixel                                                     | Mad Max – A harag útja                 | Mad Max: Fury Road                            |
| 2015 (42. díjátadó)      | Kevin Stitt                                                        | Jurassic World                         | Jurassic World                                |
| 2015 (42. díjátadó)      | Christian Wagner, Dylan Highsmith, Kirk Morri és Leigh Folsom Boyd | Halálos iramban 7.                     | Furious 7                                     |
| 2016 (43. díjátadó)      | Michael Kahn                                                       | A barátságos óriás                     | The BFG                                       |
| 2016 (43. díjátadó)      | Jeffrey Ford és Matthew Schmidt                                    | Amerika Kapitány: Polgárháború         | Captain America: Civil War                    |
| 2016 (43. díjátadó)      | John Gilroy, Colin Goudie és Jabez Olssen                          | Zsivány Egyes – Egy Star Wars-történet | Rogue One: A Star Wars Story                  |
| 2016 (43. díjátadó)      | Stefan Grube                                                       | Cloverfield Lane 10                    | 10 Cloverfield Lane                           |
| 2016 (43. díjátadó)      | Mark Livolsi                                                       | A dzsungel könyve                      | The Jungle Book                               |
| 2016 (43. díjátadó)      | Joe Walker                                                         | Érkezés                                | Arrival                                       |
| 2017 (44. díjátadó)      | Bob Ducsay                                                         | Star Wars VIII. rész – Az utolsó jedik | Star Wars: The Last Jedi                      |
| 2017 (44. díjátadó)      | Debbie Berman és Michael P. Shawver                                | Fekete Párduc                          | Black Panther                                 |
| 2017 (44. díjátadó)      | Michael McCusker és Dirk Westervelt                                | Logan – Farkas                         | Logan                                         |
| 2017 (44. díjátadó)      | Gregory Plotkin                                                    | Tűnj el!                               | Get Out                                       |
| 2017 (44. díjátadó)      | Paul Rubell és Christian Wagner                                    | Halálos iramban 8.                     | The Fate of the Furious                       |
| 2017 (44. díjátadó)      | Sidney Wolinsky                                                    | A víz érintése                         | The Shape of Water                            |
| 2018/2019 (45. díjátadó) | Jeffrey Ford és Matthew Schmidt                                    | Bosszúállók: Végtelen háború           | Avengers: Endgame                             |
| 2018/2019 (45. díjátadó) | James Herbert                                                      | Aladdin                                | Aladdin                                       |
| 2018/2019 (45. díjátadó) | Nicholas Monsour                                                   | Mi                                     | Us                                            |
| 2018/2019 (45. díjátadó) | Kirk Morri                                                         | Aquaman                                | Aquaman                                       |
| 2018/2019 (45. díjátadó) | Evan Schiff                                                        | John Wick: 3. felvonás – Parabellum    | John Wick: Chapter 3 – Parabellum             |
| 2018/2019 (45. díjátadó) | Christopher Tellefsen                                              | Hang nélkül                            | A Quiet Place                                 |
| 2019/2020 (46. díjátadó) | Bob Ducsay                                                         | Tőrbe ejtve                            | Knives Out                                    |
| 2019/2020 (46. díjátadó) | Maryann Brandon és Stefan Grube                                    | Star Wars IX. rész – Skywalker kora    | Star Wars: The Rise of Skywalker              |
| 2019/2020 (46. díjátadó) | Mike Flanagan                                                      | Álom doktor                            | Doctor Sleep                                  |
| 2019/2020 (46. díjátadó) | Jang Dzsinmo                                                       | Élősködők                              | Parasite                                      |
| 2019/2020 (46. díjátadó) | Jennifer Lame                                                      | Tenet                                  | Tenet                                         |
| 2019/2020 (46. díjátadó) | Fred Raskin                                                        | Volt egyszer egy Hollywood             | Once Upon a Time in Hollywood                 |

### 2020-as évek
| Év                       | Vágó                                                            | Magyar cím                       | Eredeti cím                                   |
| ------------------------ | --------------------------------------------------------------- | -------------------------------- | --------------------------------------------- |
| 2021/2022 (50. díjátadó) | Eddie Hamilton                                                  | Top Gun: Maverick                | Top Gun: Maverick                             |
| 2021/2022 (50. díjátadó) | Jeffrey Ford és Leigh Folsom Boyd                               | Pókember: Nincs hazaút           | Spider-Man: No Way Home                       |
| 2021/2022 (50. díjátadó) | William Hoy és Tyler Nelson                                     | Batman                           | The Batman                                    |
| 2021/2022 (50. díjátadó) | Cam McLauchlin                                                  | Rémálmok sikátora                | Nightmare Alley                               |
| 2021/2022 (50. díjátadó) | Nicholas Monsour                                                | Nem                              | Nope                                          |
| 2021/2022 (50. díjátadó) | Paul Rogers                                                     | Minden, mindenhol, mindenkor     | Everything Everywhere All at Once             |
| 2021/2022 (50. díjátadó) | Pietro Scalia, Doug Brandt és Calvin Wimmer                     | Rohammentő                       | Ambulance                                     |
| 2022/2023 (51. díjátadó) | Jennifer Lame                                                   | Oppenheimer                      | Oppenheimer                                   |
| 2022/2023 (51. díjátadó) | Stephen E. Rivkin, David Brenner, John Refoua és James Cameron  | Avatar: A víz útja               | Avatar: The Way of Water                      |
| 2022/2023 (51. díjátadó) | Dylan Highsmith, Kelly Matsumoto, Corbin Mehl és Laura Yanovich | Halálos iramban 10.              | Fast X                                        |
| 2022/2023 (51. díjátadó) | Andrew Buckland, Michael McCusker és Dirk Westervelt            | Indiana Jones és a sors tárcsája | Indiana Jones and the Dial of Destiny         |
| 2022/2023 (51. díjátadó) | Nathan Orloff                                                   | John Wick: 4. felvonás           | John Wick: Chapter 4                          |
| 2022/2023 (51. díjátadó) | Eddie Hamilton                                                  | Mission: Impossible – Leszámolás | Mission: Impossible – Dead Reckoning Part One |
| 2023/2024 (52. díjátadó) | Dean Zimmerman és Shane Reid                                    | Deadpool & Rozsomák              | Deadpool & Wolverine                          |
| 2023/2024 (52. díjátadó) | Jay Prychidny                                                   | Beetlejuice Beetlejuice          | Beetlejuice Beetlejuice                       |
| 2023/2024 (52. díjátadó) | Jake Roberts                                                    | Polgárháború                     | Civil War                                     |
| 2023/2024 (52. díjátadó) | Joe Walker                                                      | Dűne: Második rész               | Dune: Part Two                                |
| 2023/2024 (52. díjátadó) | Eliot Knapman és Margaret Sixel                                 | Furiosa: Történet a Mad Maxből   | Furiosa: A Mad Max Saga                       |
| 2023/2024 (52. díjátadó) | Christopher Robin Bell                                          |                                  | Strange Darling                               |

## Rekordok

### Többszörös győzelmek
2 győzelem
- Bob Ducsay
- Paul Hirsch

### Többszörös jelölések
| 5 nominations - Jeffrey Ford 4 jelölés - Christian Wagner 3 jelölés - Maryann Brandon - Bob Ducsay - John Gilroy - Eddie Hamilton - Dylan Highsmith - Kelly Matsumoto - Fred Raskin - Matthew Schmidt | 2 jelölés - Leigh Folsom Boyd - Mark Day - Stefan Grube - James Herbert - Michael Kahn - Jennifer Lame - Mary Jo Markey - Michael McCusker - Nicholas Monsour - Kirk Morri - Margaret Sixel - Tim Squyres - Joe Walker - Dirk Westervelt |

## Fordítás
- Ez a szócikk részben vagy egészben  a   Saturn Award for Best Editing című angol Wikipédia-szócikk fordításán alapul.  Az eredeti cikk szerkesztőit annak laptörténete sorolja fel. Ez a jelzés csupán a megfogalmazás eredetét és a szerzői jogokat jelzi, nem szolgál a cikkben szereplő információk forrásmegjelöléseként.